# Städtische Universität für Pflegewissenschaft Kawasaki

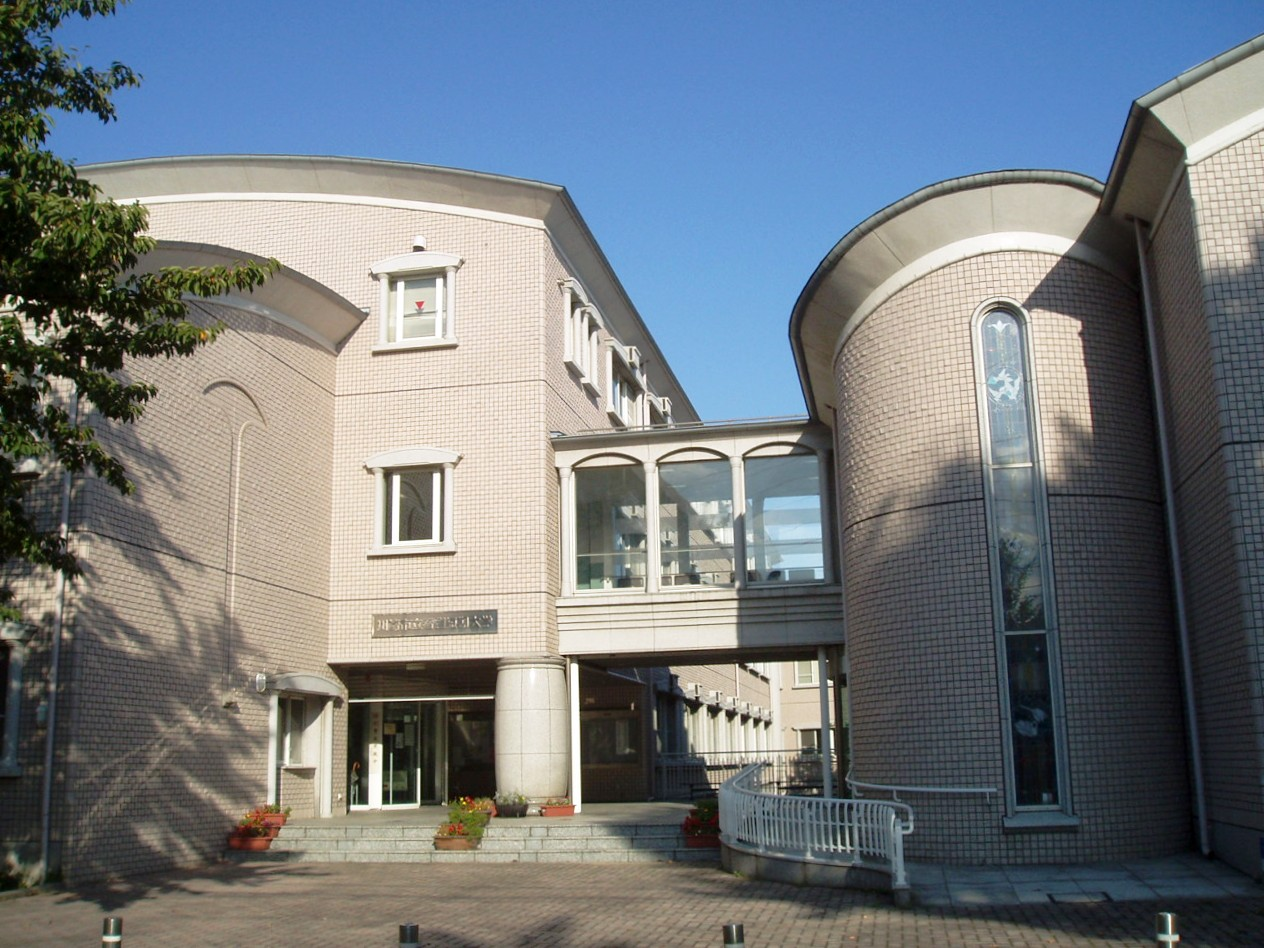
Haupteingang (2013)

Die Städtische Universität für Pflegewissenschaft Kawasaki (japanisch 川崎市立看護大学 Kawasaki-shiritsu kango daigaku; engl. Kawasaki City College of Nursing) ist eine städtische Universität in Saiwai-ku, Kawasaki in der Präfektur Kanagawa (Japan).
Der Ursprung der Universität liegt in der 1964 gegründeten Städtischen Höheren Krankenpflegeschule Kawasaki (川崎市立高等看護学院 Kawasaki-shiritsu kōtō kango gakuin). 1992 wurde sie in Städtische Krankenpflegefachschule Kawasaki umbenannt. 1995 entwickelte sie sich zur 3-jährigen Kurzuniversität (jap. tanki daigaku), 2022 dann zur 4-jährigen Städtischen Universität für Pflegewissenschaft Kawasaki. Der englische Name ist seit 1995 unverändert. Die Kurzuniversität (Vorgänger der Universität) dauert bis 31. März 2024 und wird geschlossen.
Die Universität hat bisher keine Graduiertenschule. Einrichtung der Graduiertenschule im Jahr 2025 ist geplant.

## Fakultäten
- Fakultät für Pflegewissenschaft